# Lemkó Köztársaság

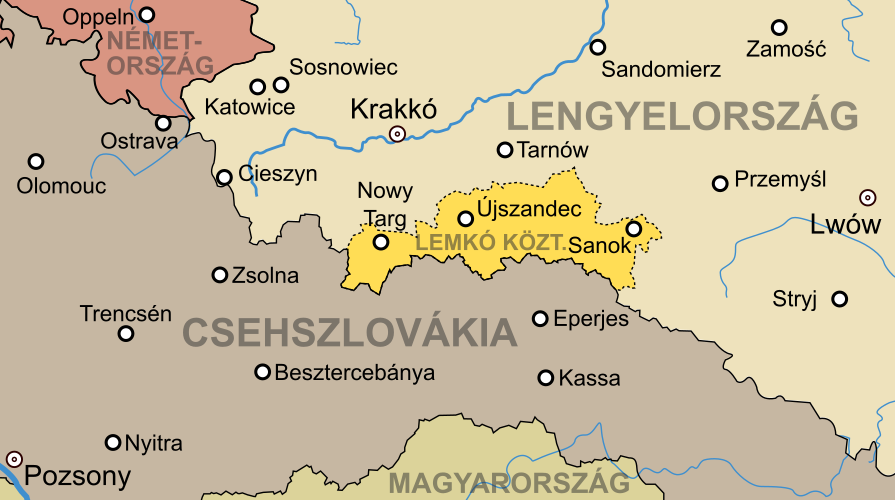
A Lemkó Köztársaság térképe

A Lemkó Köztársaság zászlaja.

A Lemkó Köztársaság vagy más néven Ruszin-Lemkó Köztársaság, Rutén Köztársaság (lemkó nyelven Ruska Narodna Respublika Lemkiv) a lengyelországi lemkók kicsiny államalakulata volt, amely közel két évig állt fenn Galíciában. Mielőtt a lemkók deklarálták volna függetlenségüket, az ugyanebben az évben létrejött Komańczai Köztársaság (mely ukrán államként definiálta magát) próbálta a lemkó falvakat is hatalma alá vonni.
A lemkók körében erős oroszbarát orientáció alakult ki a háború végén, ezért demokratikus egyesülést akartak Oroszországgal elérni a Nyugat-Ukrán Köztársaságon keresztül. Mikor az Osztrák–Magyar Monarchia végképp összeomlott, 1918. december 5-én a lemkók Florynka településen kikiáltották függetlenségüket, amely Nowy Targ, Újszandec, Grybów, Gorlice, Jasło, Krosno és Sanok települések környékét nyilvánította területének, hivatalos nyelvnek pedig a lemkót tette meg. Ezzel együtt kimondták egyesülési szándékukat a magyarországi ruszinokkal is, kiknek célja szintén az orosz vezetés alatt történő egyesülés volt.
Mivel az oroszokkal történő együttműködés nem jött össze, megpróbáltak a Magyarországon szerveződő kárpátaljai ruszin autonóm területhez, az úgynevezett Ruszka krajinához csatlakozni, melyet a ruszin vezető Zsatkovics György ellenzett. A Felvidéken még több lemkó élt, mint Galíciában.
Az állam élén a Központi Nemzeti Tanács elnöke Jaroslav Kacmarcyk állt. Mivel az állam léte külső támogatástól függött, idő kérdése volt, hogy mikor számolják fel. A szovjetek és ukránok ellen vívott eredményes háborúban a lengyelek megszereztek keleti területeket, s 1920-ban a saint-germaini békeszerződés és a rigai béke jogot biztosított Lengyelországnak az elfoglalt területen. A lengyelek bekebelezték a lemkókat, a Piłsudski-kormány pedig számos őket hátrányosan érintő intézkedést hozott.

## Külső hivatkozások
- Abonyiné Andrea Tímea: Lexikai germanizmusok vizsgálata ruszin népnyelvű kiadványokban